# Franck Boidin
Franck Boidin (ur. 28 sierpnia 1972 w Hénin-Beaumont) – francuski florecista, brązowy medalista olimpijski i czterokrotny medalista mistrzostw świata.
Na igrzyskach olimpijskich w Atlancie w 1996 roku zdobył brązowy medal w turnieju indywidualnym, plasując się za Włochem Alessandro Puccinim i swym rodakiem, Lionelem Plumenailem. Był to jego jedyny start olimpijski.
Podczas mistrzostw świata w Kapsztadzie w 1997 roku wspólnie z Patrice'em Lhôtellierem, Lionelem Plumenailem, Olivierem Lambertem i Laurentem Belem zdobył złoty medal w zawodach drużynowych. Na rozgrywanych cztery lata później mistrzostwach świata w Nîmes Francuzi w składzie: Brice Guyart, Loïc Attely, Jean-Noël Ferrari i Franck Boidin zdobyli kolejny złoty medal drużynowo. Na tej samej imprezie był też trzeci indywidualnie, plasując się za Włochem Salvatore Sanzo i Loikiem Attelym. Ponadto razem z Guyartem, Attelym i Ferrarim zdobył srebrny medal podczas mistrzostw świata w Lizbonie w 2002 roku.
Wywalczył również brązowy medal w rywalizacji drużynowej na mistrzostwach Europy w Limoges w 1996 roku i srebrny na mistrzostwach Europy w Bolzano trzy lata później.
Po zakończeniu kariery sportowej został trenerem. W tej roli prowadził m.in. kadrę Francji, zarówno męską jak i kobiecą.